# France Anglade
France Anglade, nome completo Marie-France Anglade (Costantina, 17 luglio 1942 – La Verrière, 28 agosto 2014), è stata un'attrice e modella francese nata in Algeria, che è stata attiva in cinema e teatro fino ai primi anni novanta.

## Biografia
Cresciuta a Chalons-sur-Marne, si è avvicinata al cinema casualmente quando era ancora poco più che adolescente, nel 1958. Recatasi in vacanza da una zia a Chelles è stata scoperta da un cineoperatore del cineasta Jean Delannoy, impegnato in quella località per le riprese del film Guinguette con Zizi Jeanmaire. In seguito si trasferì a Parigi dove ha iniziato a posare come modella per fotografie pubblicitarie per il periodico Elle. Sulla scia di ciò ha poi iniziato una carriera di attrice cinematografica e teatrale. Ha avuto un momento di particolare notorietà negli anni sessanta in virtù di alcuni film girati in Italia (per lo più di genere commedia all'italiana e musicarello). È apparsa anche in lavori per la televisione.

## Filmografia parziale
- La casa sul fiume (Guinguette), regia di Jean Delannoy (1959)
- Le Rendez-vous de minuit, regia di Roger Leenhardt (1961)
- Amori celebri (Amours célèbres), regia di Michel Boisrond (1961)
- Le parigine (Les Parisiennes), regia di Marc Allégret, Claude Barma (1962, episodio Sophie)
- I sette peccati capitali (Les Sept péchés capitaux), regia di Philippe de Broca, Claude Chabrol (1962, episodio L'envie)
- Comme un poisson dans l'eau, regia di André Michel (1962)
- La spiata (La Dénonciation), regia di Jacques Doniol-Valcroze (1962)
- Le monsieur de 5 heures, regia di André Pergament (1962) - film TV
- L'uomo senza passato (Les dimanches de Ville d'Avray), regia di Serge Bourguignon (1962)
- Les Bricoleurs, regia di Jean Girault (1963)
- Parigi proibita (Du mouron pour les petits oiseaux), regia di Marcel Carné (1963)
- I fortunati (Les Veinards), regia di Philippe de Broca, Jean Girault (1963)
- Le motorizzate, regia di Marino Girolami (1963)
- Ballo in maschera da Scotland Yard (Maskenball bei Scotland Yard - Die Geschichte einer unglaublichen Erfindun), regia di Domenico Paolella (1963)
- Queste pazze, pazze donne, regia di Marino Girolami (1964, episodio Il gentil sesso)
- Clémentine chérie, regia di Pierre Chevalier (1964)
- Canzoni, bulli e pupe, regia di Carlo Infascelli (1964)
- L'huitre et la perle, regia di Lazare Iglesis (1964)
- Il pasto delle belve (Le Repas des Fauves), regia di Christian-Jaque (1964)
- Comment trouvez-vous ma soeur?, regia di Michel Boisrond (1964)
- James Tont operazione D.U.E., regia di Bruno Corbucci (1965)
- 24 ore per uccidere (24 Hours to Kill), regia di Peter Bezencenet (1965)
- Racconti a due piazze (Le Lit à deux places), regia di Jean Delannoy (1965)
- L'amore attraverso i secoli (Le Plus vieux métier du monde), regia di Claude Autant-Lara, Mauro Bolognini (1967, episodio Aujourd'hui)
- Paris aktuell (1968, episodio serie televisiva, nel ruolo di se stessa)
- Caroline chérie, regia di Denys de La Patellière (1968)
- Le piacevoli esperienze di una giovane cameriera (La Servante), regia di Jacques-Paul Bertrand (1970)
- Coup de sang, regia di Jean-Paul Carrère (1973) - film TV
- La Chasse aux hommes (1975, serie televisiva)
- Erreurs judiciaires (1975, serie televisiva)
- Julien Fontanes, magistrato (1980, episodio Une femme résolue)
- Marie-Cavale (1980, televisione)
- Chambre 17 (1981, televisione)
- Momenti intimi di madame Claude (Madame Claude 2), regia di François Mimet (1981)
- Le cercle fermé (1982, televisione)
- Aldo et Junior, regia di Patrick Schulmann (1984)
- Sortis de route, regia di Bruno Mattei (1988)
- Faux et usage de faux, regia di Laurent Heynemann (1990)
- Toubab Bi, regia di Moussa Touré (1991)
- Cas de divorce (1991, episodio della serie televisiva Keller contre Keller
- Money - Intrigo in nove mosse (Money), regia di Steven Hilliard Stern (1991)
- Highlander (1994, episodio Unholy Alliance: Part 2)